# Francesc Garriga i Guixà
Francesc Garriga i Guixà   (Súria, 1983) és un periodista català, de ràdio i televisió. Vinculat des de 2005 a la CCMA, ha passat per Catalunya Ràdio, Esport3 i TV3. Des d'octubre de 2021 és corresponsal de Catalunya Ràdio a Washington (Estats Units).

## Trajectòria professional
Nascut a Súria, va iniciar-se professionalment a Ràdio Súria. També va treballar a COMRàdio, Ràdio Gràcia i ha col·laborat amb diversos mitjans locals. Abans de presentar programes, havia estat responsable d'algunes seccions d'humor com la Repesca i la Repera, als programes esportius de Bernat Soler i Pere Escobar. El 2011 publicà el llibre Centre d'Esports Súria 100 anys en blanc i negre.
De 2015 a 2020 va ser director i presentador del Club de la Mitjanit. Posteriorment, des de setembre de 2020 fins a agost 2021 dirigí i presentà el programa esportiu Onze a Esport3. Aquest programa va ser pioner en l'emissió simultània per ràdio i per televisió. Anteriorment, havia estat corresponsal de Catalunya Ràdio a Madrid (on protagonitzà un incident amb la UEFA i Pep Guardiola en defensa del català) i també havia dirigit el magazín Tenim un Punt, a Catalunya Ràdio, la temporada 2011-12.
El 2025 va ser nominat al premi Sonor al millor podcaster per Follow Garriga.